# Sammarchi (cognome)
Sammarchi è un cognome di lingua italiana.

## Varianti
Il cognome non presenta varianti.

## Origine e diffusione
Cognome tipicamente bolognese, è presente anche a Firenze.
Potrebbe derivare da un toponimo o dall'origine veneziana del capostipite.
In Italia conta circa 148 presenze.

## Persone
- Gigi Sammarchi – attore italiano